# Qualificazioni al campionato europeo maschile di calcio 1976 - Gruppo 7

## Classifica
| Pos | Squadra      | Pti | G | V | N | P | GF | GS | DR |
| --- | ------------ | --- | - | - | - | - | -- | -- | -- |
| 1   | Belgio       | 8   | 6 | 3 | 2 | 1 | 6  | 3  | +3 |
| 2   | Germania Est | 7   | 6 | 2 | 3 | 1 | 8  | 7  | +1 |
| 3   | Francia      | 5   | 6 | 1 | 3 | 2 | 7  | 6  | +1 |
| 4   | Islanda      | 4   | 6 | 1 | 2 | 3 | 3  | 8  | -5 |

## Risultati
| Data              | Luogo      | Squadra 1    | Risultato | Squadra 2    |
| ----------------- | ---------- | ------------ | --------- | ------------ |
| 8 settembre 1974  | Reykjavík  | Islanda      | 0 - 2     | Belgio       |
| 12 ottobre 1974   | Magdeburgo | Germania Est | 1 - 1     | Islanda      |
| 12 ottobre 1974   | Bruxelles  | Belgio       | 2 - 1     | Francia      |
| 16 novembre 1974  | Parigi     | Francia      | 2 - 2     | Germania Est |
| 7 dicembre 1974   | Lipsia     | Germania Est | 0 - 0     | Belgio       |
| 25 maggio 1975    | Reykjavík  | Islanda      | 0 - 0     | Francia      |
| 5 giugno 1975     | Reykjavík  | Islanda      | 2 - 1     | Germania Est |
| 3 settembre 1975  | Nantes     | Francia      | 3 - 0     | Islanda      |
| 6 settembre 1975  | Liegi      | Belgio       | 1 - 0     | Islanda      |
| 27 settembre 1975 | Anderlecht | Belgio       | 1 - 2     | Germania Est |
| 12 ottobre 1975   | Lipsia     | Germania Est | 2 - 1     | Francia      |
| 15 novembre 1975  | Parigi     | Francia      | 0 - 0     | Belgio       |